# ونونا (مینیاپولیس)
ونونا (به انگلیسی: Wenonah) یک منطقهٔ مسکونی در ایالات متحده آمریکا است که در مینیاپولیس واقع شده‌است. ونونا ۴٬۵۲۱ نفر جمعیت دارد.